# Spaarndam

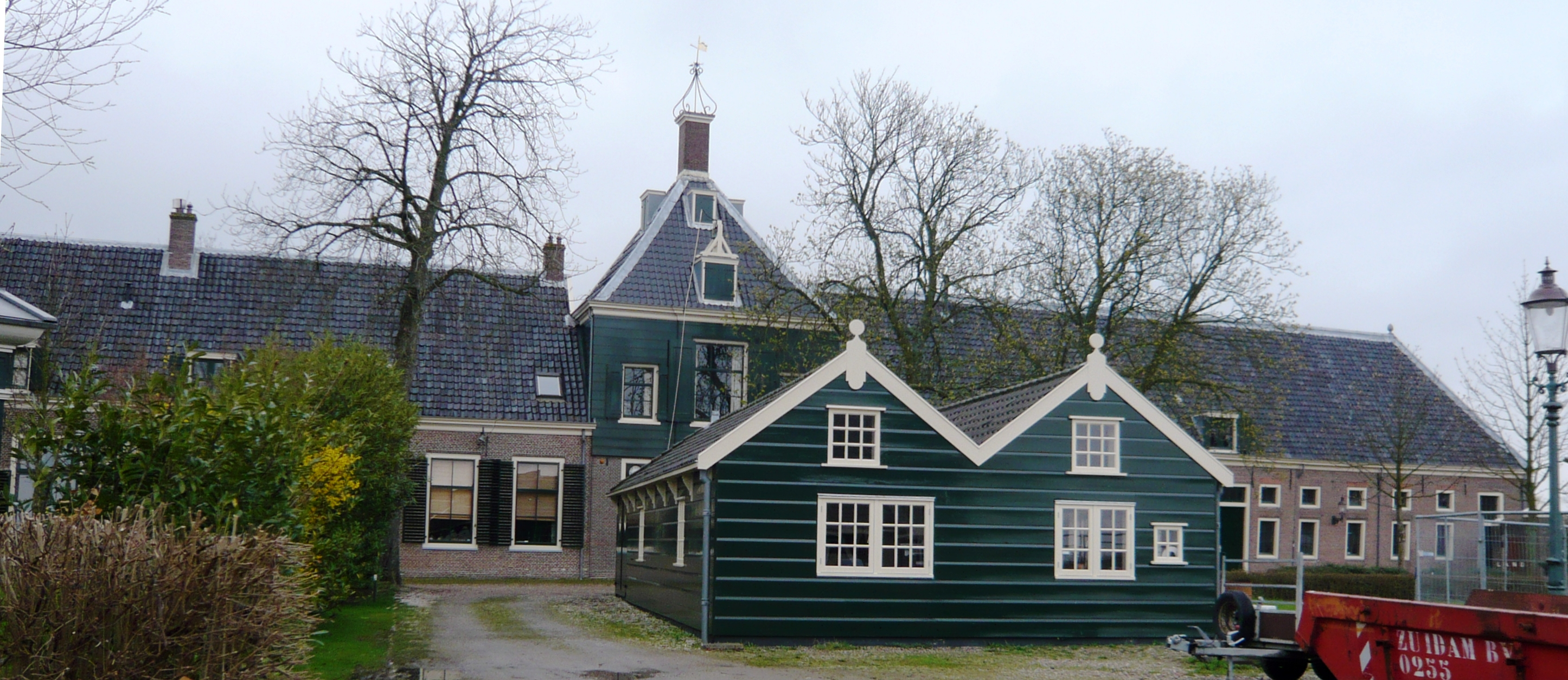
Spaarndam: la Rijnlandshuis o Gemeenlandshuis, un tempo sede del municipio

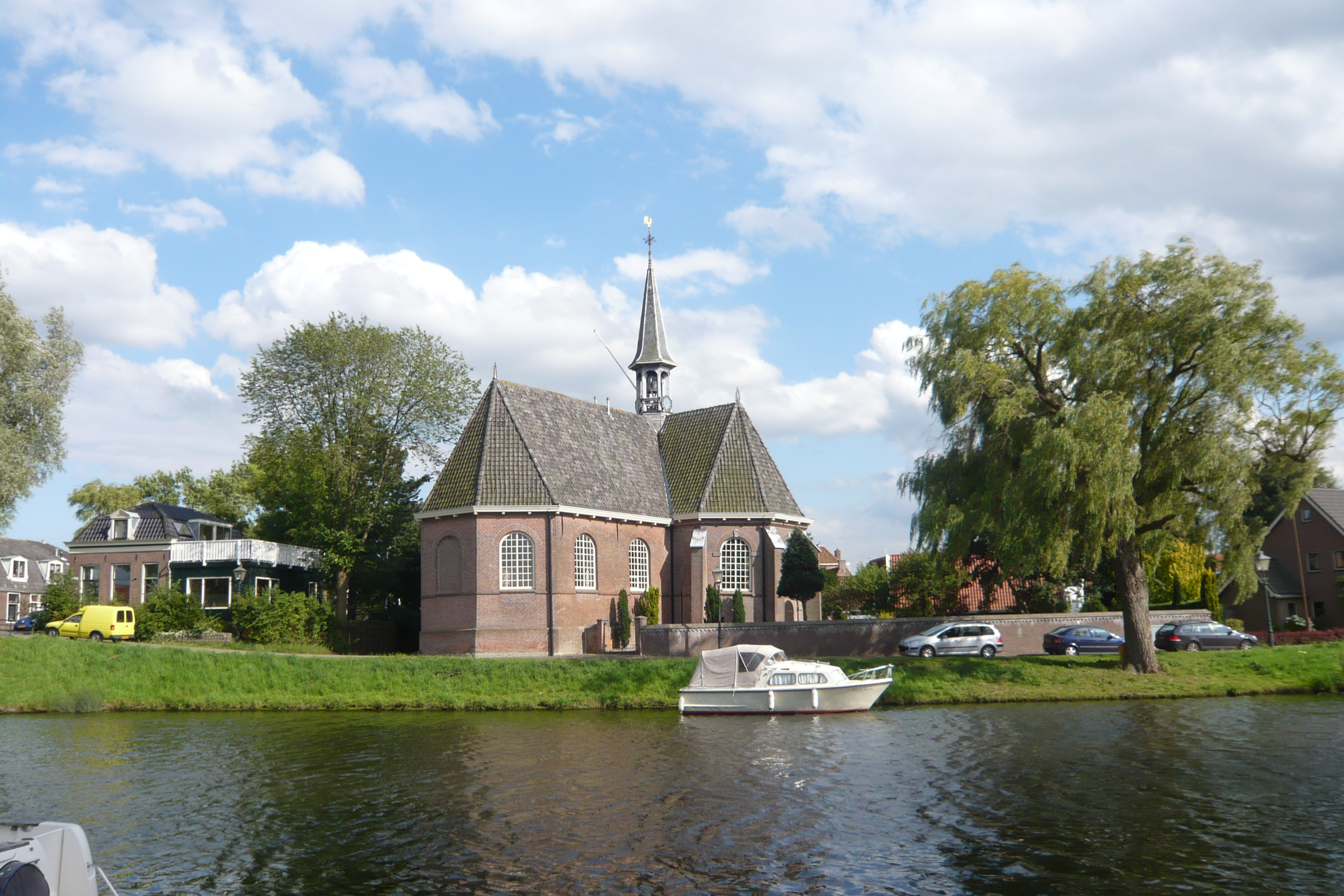
Spaarndam: la Oude Kerk

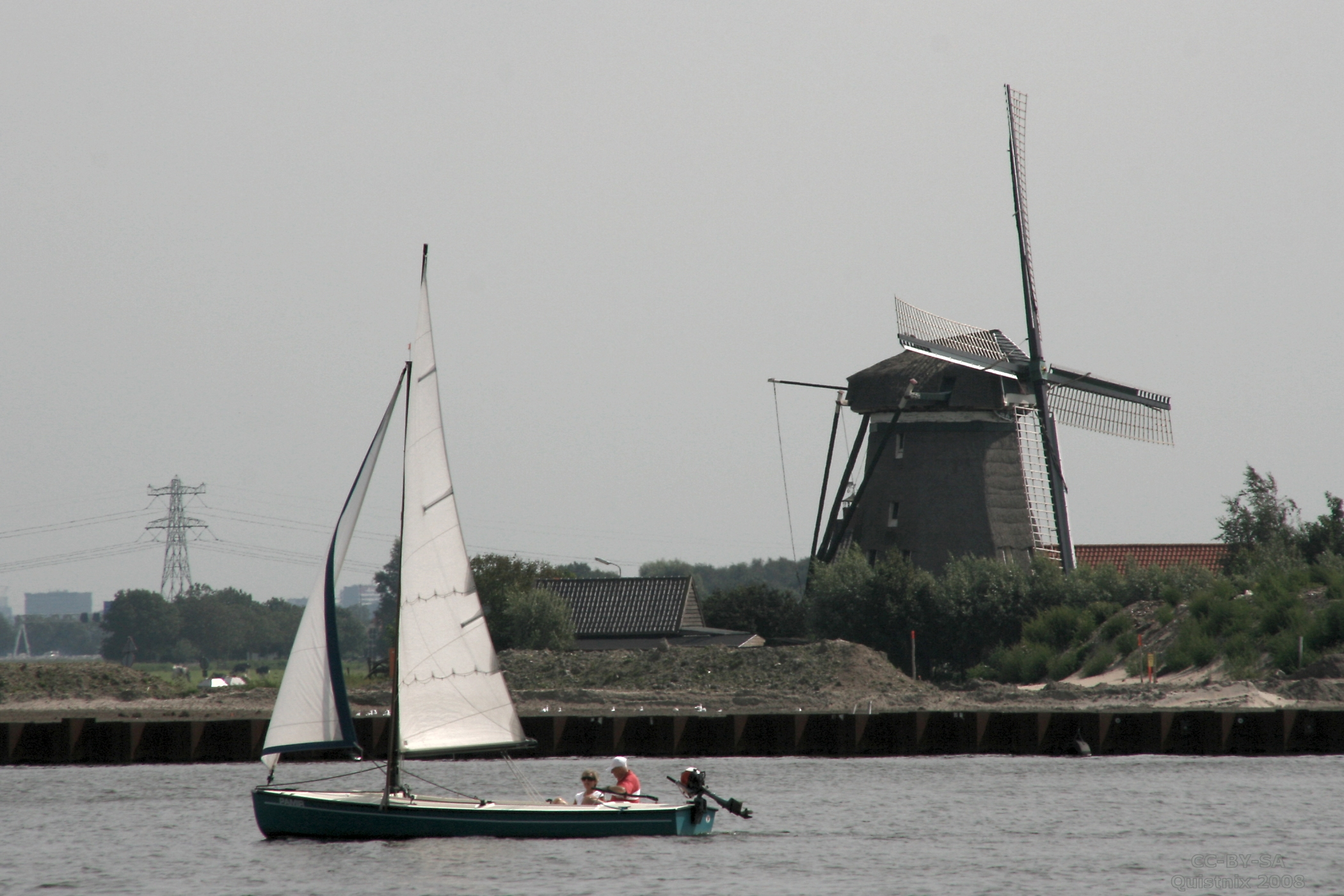
Spaarndam: il mulino "De Slokop"

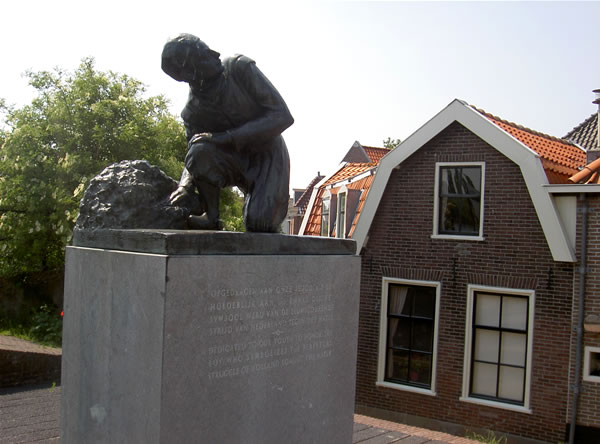
Spaarndam: scultura raffigurante il personaggio di Hansje Brinker, protagonista del romanzo di Mary Mapes Dodge Pattini d'argento

Spaarndam è un villaggio (dorp) di circa 3 400 abitanti del nord-ovest dei Paesi Bassi, facente parte della provincia dell'Olanda Settentrionale (Noord-Holland) e situato lungo il corso del fiume Spaarne, nella regione della Kennemerland Ex-comune (fino al 1927), è suddiviso tra le municipalità di Haarlem e Haarlemmermeer.

## Geografia fisica
Spaarndam si trova a ovest di Amsterdam e a sud/sud-est della località costiera di IJmuiden e di Beverwijk, tra le località Haarlem e Zaandam (rispettivamente a est/nord-est della prima e a sud-ovest della seconda), a pochi chilometri a nord di Spaarnwoude.
Il villaggio viene solitamente suddiviso in due parti distinte, Spaarndam-West (la parte occidentale) e Spaarndam-Oost (la parte orientale).

## Origini del nome
Il toponimo Spaarndam, attestato anticamente come Sparnam (1253), Spaerndamm (1334) e Sparendam (1346), significa letteralmente "diga (dam) sulla Spaarne".

## Storia

### Dalle origini ai giorni nostri
Spaarndam sorse lungo le dighe che separarono il fiume Spaarne dall'IJ, realizzate nel corso del XIII secolo. Sempre nel XIII secolo, Spaarndam divenne una parrocchia indipendente, con santa Geltrude come patrono.
Nel 1910, a Spaarndam si verificò un fatto di sangue: il cassiere del comune venne assassinato assieme alla sorella da alcuni rapinatori, che svuotarono le intere casse. Dopo questo fatto, il comune di Spaarndam iniziò ad avere gravi problemi finanziari, che nel 1927 costarono anche il taglio della luce,  tanto che nel 1927 Spaarndam dovette rinunciare al proprio status di municipalità ed essere annesso al comune di Haarlem.

### Simboli
Nello stemma di Spaarndam sono raffigurati tre pesci dorati su sfondo argentato.
Lo stemma rimanda forse all'importanza per il villaggio della pesca come attività economica.

## Monumenti e luoghi d'interesse
Spaarndam vanta 40 edifici classificati come rijksmonument (di cui 33 a Spaarndam-West e 7 a Spaarndam-Oost) e 5 edifici classificati come gemeentelijk monument  (tutti situati a Spaarndam-Oost).

### Architetture religiose

#### Oude Kerk
Principale edificio religioso di Spaarndam è la Oude Kerk ("chiesa vecchia"), situata nella Kerkplein e risalente al 1627.
Nel campanile si trova un orologio meccanico realizzato nel 1925 da Kramer.

#### Chiesa di Sant'Adalberto
Altro edificio religioso di Spaarndam è la chiesa di Sant'Adalberto (Sint Adelbertuskerk), risalente al 1924.

### Architetture civili

#### Rijnlandshuis
Altro edificio d'interesse è la Rijnlandshuis o Gemeenlandshuis, realizzata nel 1641 sulle rovine della Huis ter Oosterwaal e un tempo sede del municipio di Spaarndam.

#### Mulino De Slokop
Altro edificio d'interesse è il mulino "De Slokop", un mulino a vento risalente al 1877.

## Società

### Evoluzione demografica
Nel 2018, la popolazione di Spaarndam era stimata in  3 410 abitanti.
La località ha conosciuto un incremento demografico rispetto al 2011, quando la popolazione stimata era pari a 2 955 abitanti. In precedenza, si era assistito a un progressivo calo demografico: nel 2001, Sparndam contava 3 080 abitanti, mentre nel 2008 ne contava 3975.

## Cultura

### Media
- Spaarndam è uno dei luoghi in cui è ambientato il romanzo di Mary Mapes Dodge Pattini d'argento (Hans Brinker, or the Silver Skates)[12][13]